# ليل وخونة (فلم)
فيلم مصري درامي مدة الفيلم 110 دقيقة من تاليف نجيب محفوظ والفيلم تم إعادته لنفس عمل المؤلف (اللص والكلاب) الذي قدمه عام 1962، وهو مقتبس عن رواية الكونت دي مونت كريستو للكاتب الفرنسي ألكسندر دوما التي صدرت عام 1846م

## قصة الفيلم
وتدور أحداثه حول "محسب عوض الله" المحامي الذي باع ضميره، ولصًّا صغيرًا يدعى صلاح يتعاونان لسرقة مستندات خطيرة من خزينة أحد أصحاب الشركات الاستثمارية؛ يشعر المحامي بسطوة "صلاح"، فيتخلص منه عن طريق لص آخر يدعى "شقرون

## إثارة الجدل
أثار فيلم «ليل وخونة» الصادر عام 1990 الكثير من الجدل بسبب محتواه السياسي حيث أن الفيلم إعادة لنفس عمل المؤلف العالمي نجيب محفوظ «اللص والكلاب» الذي قدمه عام 1962، بطولة شادية وشكري سرحانوكمال الشناوي

## طاقم العمل

### ابطال الفيلم
| العدد | اسم الممثل      | دوره                |
| ----- | --------------- | ------------------- |
| 1     | نور الشريف      | صلاح                |
| 2     | محمود ياسين     | محسب                |
| 3     | شهيرة           | قمر                 |
| 4     | صفية العمري     | سنية                |
| 5     | صلاح السعدني    | شقرون               |
| 6     | أحمد راتب       | عبد الهادي          |
| 7     | شوقي شامخ       | ييد                 |
| 8     | أحمد غانم       | المعلم غريب         |
| 9     | نعيمة الصغير    | جمالات              |
| 10    | حمدي يوسف       | الشيخ               |
| 11    | عثمان عبدالمنعم | زبون قمر في السيارة |
| 12    | محمد دسوقي      | أنور                |
| 13    | شفيق الشايب     | ضابط شرطة           |
| 14    | محمد عبدالوهاب  |                     |
| 15    | أحمد رضوان      |                     |
| 16    | عماد الشربيني   |                     |
| 17    | مي نور الشريف   | زينب                |
| 18    | كمال الزيني     | بقلي                |
| 19    | هريدي عمران     |                     |

### ماكياج
| العدد | طاقم العمل       | دوره        |
| ----- | ---------------- | ----------- |
| 1     | محمد عشوب        | ماكيير      |
| 2     | حمدي أحمد        | ماكيير      |
| 3     | حمدي رأفت        | ماكيير      |
| 4     | كمال عبد الحق    | ماكيير      |
| 5     | شحاتة عبد المنعم | مساعد ماكيي |
| 6     | نادية صديق       | كوافير      |

### صوت
| العدد | طاقم العمل       | دوره         |
| ----- | ---------------- | ------------ |
| 1     | جميل عزيز        | مهندس صوت    |
| 2     | أشرف أبو الحلقان | مساعد صوت.   |
| 3     | إبراهيم طاهر     | ماكيير       |
| 4     | هيام محمد        | مساعد صوت    |
| 5     | حسن الشاعر       | مؤثرات صوتية |

### إنتاج
| العدد | طاقم العمل                                       | دوره         |
| ----- | ------------------------------------------------ | ------------ |
| 1     | أوليمبيا للإنتاج والتوزيع السينمائي والتليفزيوني | منتج         |
| 2     | ماجدة حميدة                                      | منتج         |
| 3     | [وجيه رياض                                       | منتج منفذ    |
| 4     | أشرف رياض                                        | منتج منفذ    |
| 5     | صديق عبد العزيز                                  | مدير الإنتاج |

### ديكور
| العدد | طاقم العمل      | دوره          |
| ----- | --------------- | ------------- |
| 1     | ماهر عبد النور  | مهندس الديكور |
| 2     | يوسف طنطاوي     | منفذ الديكور  |
| 3     | [عباس صابر      | إكسسوار       |
| 4     | ستوديوهات النيل | مخرج مساعد    |

### إخراج
| العدد | طاقم العمل  | دوره       |
| ----- | ----------- | ---------- |
| 1     | أشرف فهمي   | مخرج       |
| 2     | أمالي بهنسي | مخرج مساعد |
| 3     | سعد بلال    | مساعد مخرج |
| 4     | أحمد كمال   | كلاكيت     |

### معمل
| العدد | طاقم العمل                                             | دوره                      |
| ----- | ------------------------------------------------------ | ------------------------- |
| 1     | مصر للإستوديوهات والإنتاج السينمائي (مصر للاستوديوهات) | الطبع والتحميض            |
| 2     | سعد عبد الرحمن                                         | رئيس قطاع المعامل         |
| 3     | صلاح عبد الحليم                                        | مدير عام مصر للاستوديوهات |

### مونتاج
| العدد | طاقم العمل    | دوره        |
| ----- | ------------- | ----------- |
| 1     | عنايات السايس | مونتير      |
| 2     | ليلى السايس   | نيجاتيف     |
| 3     | إيمان شكري    | مركب الفيلم |

### ادوار متعددة
| العدد | طاقم العمل    | دوره           |
| ----- | ------------- | -------------- |
| 1     | فريد عبد الحي | مؤثرات لايف    |
| 2     | إبراهيم مهدي  | مؤثرات لايف    |
| 3     | مصطفى الطوخي  | تنفيذ المعارك  |
| 4     | علي وجدي      | ريجيسير        |
| 5     | هشام بيومي    | مساعد ريجيسير  |
| 6     | علي عزت       | ملابس          |
| 7     | ميشيل المصري  | موسيقى تصويرية |

### التاليف
| العدد | طاقم العمل | دوره          |
| ----- | ---------- | ------------- |
| 1     | نجيب محفوظ | مؤلف          |
| 2     | أحمد صالح  | سيناريو وحوار |

### توزيع
| العدد | طاقم العمل                                                     | دوره       |
| ----- | -------------------------------------------------------------- | ---------- |
| 1     | أفلام صوت الفن (محمد عبد الوهاب - عبد الحليم حافظ - وحيد فريد) | موزع داخلي |
| 2     | سفنكس فيلم للإنتاج والتوزيع (عادل حسني)                        | موزع خارجي |
| 3     | هليوبوليس (فيديو) فيلم                                         | موزع فيديو |

### تصوير
| العدد | طاقم العمل       | دوره         |
| ----- | ---------------- | ------------ |
| 1     | عبد المنعم بهنسي | مدير التصوير |
| 2     | عادل الشنديدي    | مساعد مصور   |

### فوتوغرافيا
| العدد | طاقم العمل   | دوره            |
| ----- | ------------ | --------------- |
| 1     | محمد بكر     | مصور فوتوغرافيا |
| 2     | صابر إبراهيم | مصور فوتوغرافيا |

## وصلات خارجية
- مقالات تستعمل روابط فنية بلا صلة مع ويكي بيانات
- فيلم ليل وخونة في كاروهات
- فيلم ليل وخونة في الدهليز
- فيلم ليل وخونه في فتكات
- فيلم ليل وخونة في سونجاتك
- فيلم ليل وخونة في نجومي
- فيلم ليل وخونة  في عرب سيد
- فيلم ليل وخونة في الخبر
- فيلم ليل وخونةفي عبد واب